# Anulowane misje programu Apollo
Anulowane misje programu Apollo – w trakcie trwania programu Apollo anulowano kilkanaście planowanych misji kosmicznych.

## Misje planowane przed pożarem Apollo 1

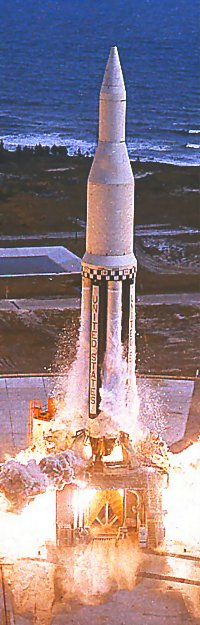
Pierwszy testowy start rakiety Saturn I

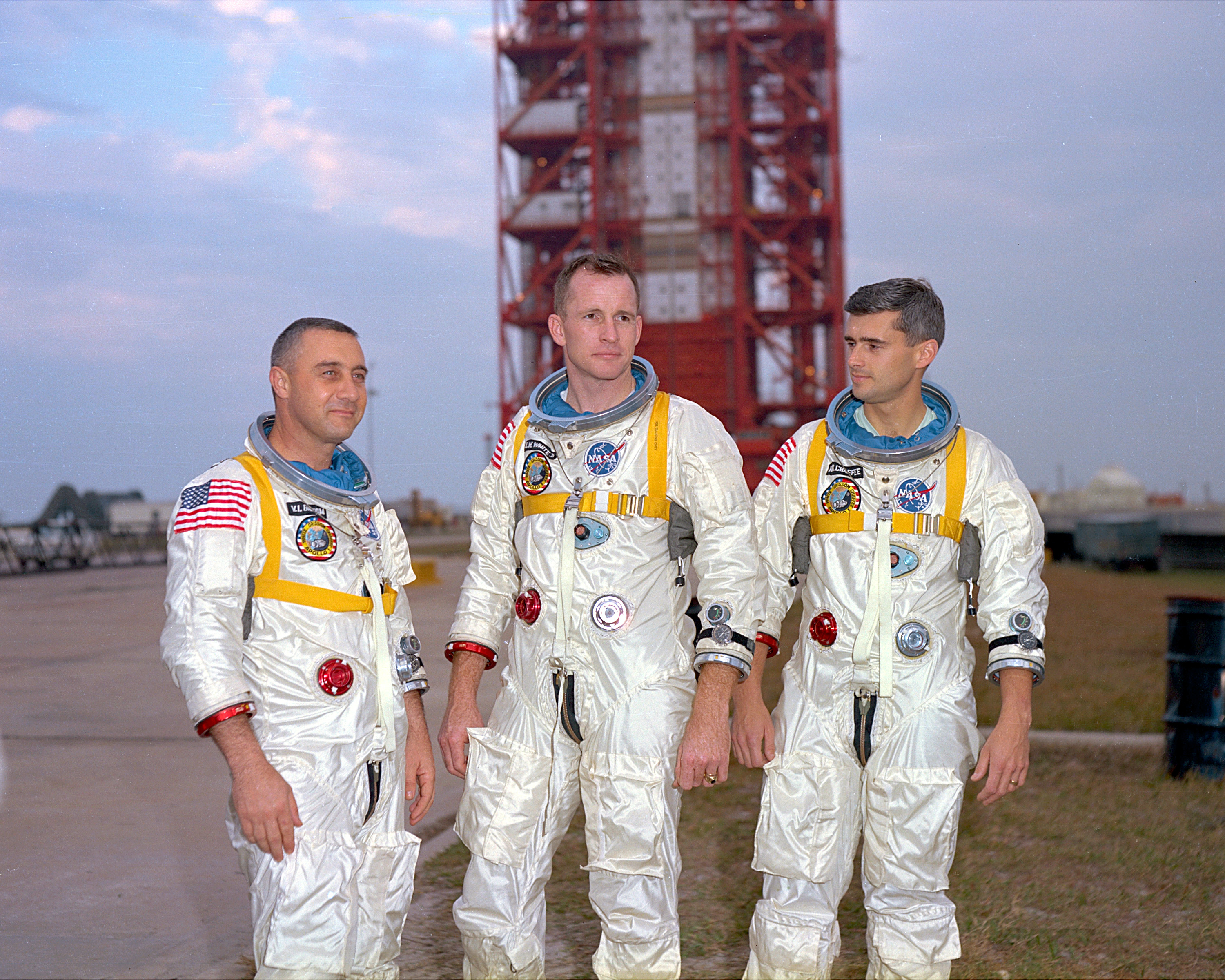
Załoga Apollo 1

Wstępny plan z 1962 r. przewidywał, że już w 1965 r. odbędą się cztery misje Apollo Block I. Statki miały być wyniesione na orbitę przez rakietę Saturn I. W 1963 r. okazało się jednak, że Saturn I nie udźwignie nowej, cięższej wersji statku. Zdecydowano się wówczas na użycie silniejszej rakiety - Saturn IB. Niedługo potem ustalono, że odbędą się dwa loty testowe Block I (AS-204 i AS-205), po których nastąpi test Block II i modułu księżycowego (AS-207/208).
W 1965 r. wybrano załogi pierwszych dwóch lotów Apollo. Do misji Apollo 1 (AS-204) wyznaczono Virgila Grissoma, Edwarda White’a i Rogera Chaffee'go, zaś do misji Apollo 2 (AS-205) Waltera Schirrę, Donna Eisele i Waltera Cunninghama.
22 grudnia 1966 roku anulowano lot Apollo 2 uznając go za zbędny, a nazwę „Apollo 2” przypisano misji planowanej dawniej jako Apollo 3. Załogą lotu tego zostali: James McDivitt, David Scott i Russell Schweickart. Ogłoszono także skład załogi kolejnego lotu, podczas którego planowano po raz pierwszy użyć rakiety Saturn V. W jej skład weszli: Frank Borman, Michael Collins i William Anders. 
Datę startu misji Apollo 1 wyznaczono na 21 lutego 1967 roku, jednak 27 stycznia 1967 roku, podczas testów z załogą, spłonął statek Apollo 1. Trzej obecni w kapsule astronauci (V. Grissom, E. White i R. Chaffee) zginęli, zaś kilku obecnych na wyrzutni techników zostało rannych. W związku z pożarem anulowano wszystkie planowane misje. Zrezygnowano także z użycia Apollo Block I.

## Misje planowane po pożarze Apollo 1
We wrześniu 1967 r. powstał nowy plan lotów załogowych. Misje podzielono ze względu na ich cel i nadano im oznaczenia od A do J.
9 listopada 1967 r. wystartowała rakieta Saturn V do misji Apollo 4. Był to pierwszy lot statku Apollo od czasu tragicznego pożaru Apollo 1. 
Start pierwszej misji załogowej (Apollo 7) zaplanowano na październik 1968 r. Członkami załogi tego lotu zostali Walter Schirra, Donn Eisele i Walter Cunningham. Na grudzień 1968 r. zaplanowano testy modułu księżycowego na LEO (Apollo 8), zaś na marzec 1969 r. testy modułu księżycowego na MEO (Apollo 9). 
19 sierpnia 1968 r. ogłoszono skład załogi misji Apollo 8. W jej skład weszli: Frank Borman, James Lovell i William Anders. Wkrótce ogłoszono także załogę kolejnego lotu (Apollo 9). Utworzyli ją: James McDivitt, David Scott i Russell Schweickart.
Spośród wszystkich elementów programu Apollo najwięcej problemów sprawiał moduł księżycowy. W dostarczonym na przylądek Canaveral w czerwcu 1968 r. LM-3 wykryto 101 wad konstrukcyjnych. Producent modułu, Grumman Aerospace Corporation oświadczył wówczas, że pierwszy zmodyfikowany LM będzie gotowy dopiero w lutym 1969 r. Spowodowało to zmiany w harmonogramie lotów. Start Apollo 7 wyznaczono na 11 października 1968 r. Na grudzień 1968 r. zaplanowano wejście na orbitę Księżyca (Apollo 8), zaś na marzec 1969 r. testy modułu księżycowego na LEO (Apollo 9). Zrezygnowano z przeprowadzenia testów LM na MEO.

## Misje planowane po pierwszym lądowaniu na Księżycu

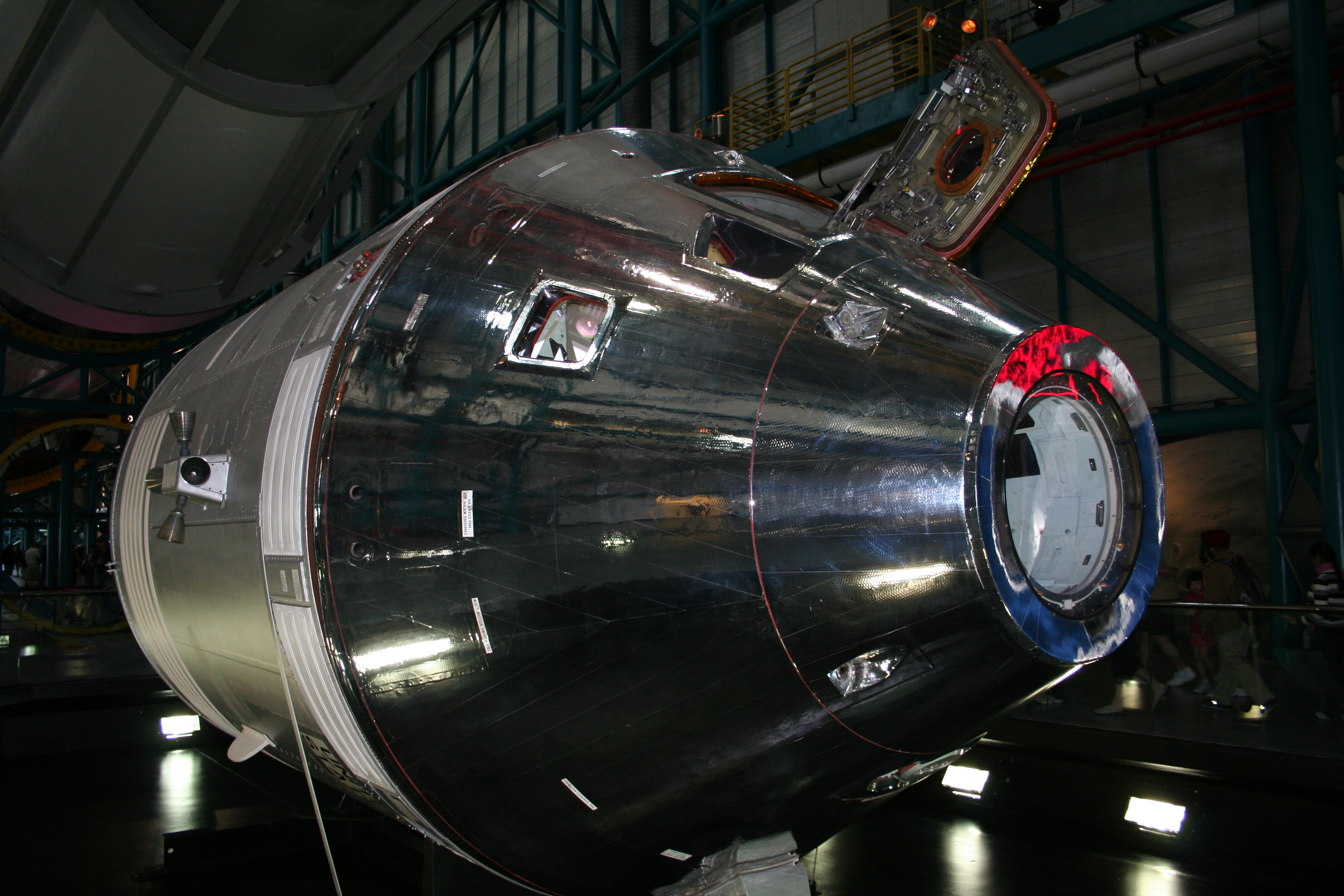
Niewykorzystany moduł dowodzenia CSM-119 (Apollo 19)

Po udanym lądowaniu statku Apollo 11 na Księżycu zdecydowano, że odbędzie się tam jeszcze dziewięć lotów badawczych: Apollo 12 w grudniu 1969 r., Apollo 13, Apollo 14 i Apollo 15 w 1970 r., Apollo 16 i Apollo 17 w 1971 r., Apollo 18 i Apollo 19 w 1972 r. oraz Apollo 20 w 1973 r.
4 stycznia 1970 r. NASA ogłosiła anulowanie misji Apollo 20. Powodem takiej decyzji była niemożliwość produkcji kolejnej rakiety Saturn V, koniecznej do wyniesienia stacji Skylab. Zdecydowano, więc by użyć rakiety przeznaczonej pierwotnie dla misji Apollo 20. Uległy wówczas zmianie także daty kolejnych startów. 2 września 1970 r. anulowano misję Apollo 18 i Apollo 19. Oznaczenie Apollo 15 otrzymała wtedy misja planowana wcześniej jako Apollo 16.

## Podsumowanie
Tabela przedstawiająca wszystkie anulowane misje programu Apollo:
| Oznaczenie misji | Załoga podstawowa                                                              | Załoga rezerwowa                                                                 | Zdjęcie załogi podstawowej | Planowana data startu           | Planowane miejsce lądowania                                                     | Data anulowania  |
| ---------------- | ------------------------------------------------------------------------------ | -------------------------------------------------------------------------------- | -------------------------- | ------------------------------- | ------------------------------------------------------------------------------- | ---------------- |
| Apollo 2         | Walter Schirra (dowódca) Donn Eisele (2. pilot) Walter Cunningham (pilot)      | Frank Borman (dowódca) Thomas Stafford (2. pilot) Michael Collins (pilot)        |                            | kwiecień 1967                   |                                                                                 | 22 grudnia 1966  |
| Apollo 3         | James McDivitt (dowódca) David Scott (pilot CM) Russell Schweickart (pilot LM) | Thomas Stafford (dowódca) John Young (pilot CM) Eugene Cernan (pilot LM)         |                            | lipiec 1967                     |                                                                                 | 27 stycznia 1967 |
| Apollo 4         | Frank Borman (dowódca) Michael Collins (pilot CM) William Anders (pilot LM)    | Charles Conrad (dowódca) Richard Gordon (pilot CM) Clifton Williams (pilot LM)   |                            | wrzesień 1967                   |                                                                                 | 27 stycznia 1967 |
| Apollo 18        | Richard Gordon (dowódca) Vance Brand (pilot CM) Harrison Schmitt (pilot LM)    | Joseph Allen (dowódca) Karl Gordon Henize (pilot CM) Robert Parker (pilot LM)    |                            | luty 1972 lub czerwiec 1973     | Vallis Schröteri lub krater Gassendi                                            | 2 września 1970  |
| Apollo 19        | Fred Haise (dowódca) William Pogue (pilot CM) Gerald Carr (pilot LM)           | Anthony England (dowódca) Henry Hartsfield (pilot CM) Donald Peterson (pilot LM) |                            | czerwiec 1972 lub grudzień 1973 | Kanał Rima Hyginus lub krater Kopernik                                          | 2 września 1970  |
| Apollo 20        | Stuart Roosa (dowódca) Jack Lousma (pilot CM) Don Lind (pilot LM)              |                                                                                  |                            | grudzień 1972 lub czerwiec 1974 | Krater Kopernik, później rozważano krater Tycho lub wzgórza koło krateru Marius | 4 stycznia 1970  |